# Порри, Франческо
Франческо Порри (итал. Francesco Porri; 1756?, Сан-Джованни-Вальдарно — 1830) — итальянский оперный певец-кастрат.

## Биография
В 1773 году участвовал в постановке оперы Максима Березовского «Демофонт» — первой оперы русского композитора — в Ливорно. Поскольку в городе стоял русский флот во главе с графом Алексеем Орловым — певцу, как предполагает Р. А. Мозер, сразу же последовало приглашение в Санкт-Петербург, куда Порри и отправился. В Петербурге он провёл восемь сезонов, исполняя оперные партии в сочинениях Томмазо Траэтты. В 1781 году отправился обратно в Западную Европу, по дороге дав концерт в Варшаве. Затем пел на различных итальянских и германских оперных сценах — в частности, в 1784 году в Венеции принял участие в премьере оперы Андреа Луккези «Адемира», в 1787 году в миланском театре Ла Скала пел в премьере «Ифигении в Авлиде» Николо Дзингарелли, выступал также в Болонье, Модене, Пизе, Неаполе. С 1792 года солист Тосканского придворного театра во Флоренции. С 1820 г. на пенсии.